# 篱笆、女人和狗
《篱笆、女人和狗》是一部1989年的农村生活剧，陈雨中导演，根据韩志军小说《命运四重奏》改编。该剧曾获全国优秀电视剧飞天奖三等奖、东北三省金虎奖一等奖、金鹰奖一等奖、优秀导演奖。该剧讲述一个农家妇女枣花由于不堪丈夫铜锁而提出离婚，在葛茂源老汉的帮助下开始新生活的故事。
《篱笆、女人和狗》、《辘轳、女人和井》和《古船、女人和网》一起组成“女人命运三部曲”。